# Српска православна црква Светог Теодора Тирона у Иригу
Српска православна црква Светог Теодора Тирона у Иригу, на Фрушкој гори, подигнута је 1780. године и представља споменик културе од великог значаја. Као једна од три православне цркве у Иригу, црква је посвећена светом ратнику Теодору Тирону.

## Изглед
Саграђена је као једнобродна је грађевина са петостраном апсидом на источној и звоником на западној страни. Фасаде су рашчлањене соклом, пиластрима и кровним венцем. Улаз је на јужној фасади, где се у ниши над вратима налази икона патрона, Светог Теодора Тирона.
Иконостас је извео непознат бољи дуборезац из друге половине 18. века. Највише барокних и рококо декоративно-симболичних мотива украшавају најзначајније иконе на иконостасу, оне из прве зоне. Иконостас и слике на певницама завршени су крајем осамдесетих година 18. века, а на јужним дверима забележена је година 1788. То је сликарство блиско раду Јакова Орфелина, а његов део пресликали су и позлатили 1824. године Теодор Дрезмановић и Димитрије Лазаревић. Иконе је потом чистио Јован Клаић 1864. године, када је изводио и зидне слике у унутрашњости цркве, да би најзад, почетком 20. века био премазан комплетан живопис и већина икона на иконостасу. У цркви се налазе и архијерејски трон са доцније пресликаном иконом Христа из 18. века, као и Богородичин престо са иконама Григорија Николића из 1801. године. На хору је издвојена капела Св. Харалампија са иконостасом Јована Пантелића из 1811. године.